# HMS Unbroken (P42)
«Анброукен» (англ. HMS Unbroken (P42) — британський підводний човен типу «U», третя серія, що перебував у складі Королівського військово-морського флоту Великої Британії, а згодом ВМФ СРСР у роки Другої світової війни.
«Анброукен» був закладений 30 грудня 1940 року, як P42, на верфі компанії Vickers-Armstrongs у Барроу-ін-Фернесі. 4 листопада 1941 року він був спущений на воду, а 29 січня 1942 року увійшов до складу Королівського ВМФ Великої Британії. 1 лютого 1943 року перейменований на «Анброукен».
Підводний човен брав активну участь у бойових діях на морі в Другій світовій війні; переважно змагався на Середземному морі, супроводжував мальтійські конвої, бився у Північному морі. У червні 1944 року переданий до радянського Північного флоту, де увійшов під назвою В-2, брав участь у супроводі арктичних конвоїв. За проявлену мужність та стійкість у боях удостоєний бойової відзнаки.

## Історія служби
Після введення до строю P42 зарахований до складу 10-ї флотилії підводних човнів, яка базувалася на Мальті. 22 лютого вийшов від британських берегів разом з ПЧ «Оберон» у супроводі тральщика «Філікстоу» на південь, після чого здійснив перехід спочатку до Гібралтару, а пізніше на Мальту. За час своєї служби на Середземномор'ї з 21 березня 1942 року до 18 липня 1943 року «Анброукен» здійснив 19 бойових походів в акваторії Середземного моря, забезпечував прикриття мальтійських конвоїв, виконував спеціальні завдання (висаджував агентів і диверсійні групи на окупованому німцями узбережжі, здійснював артилерійські обстріли) та діяв проти ворожого судноплавства. У червні 1942 року брав участь в операціях «Гарпун» і «Вігорос», а в серпні — в операції «П'єдестал» з доставки Королівським флотом важливих вантажів до обложеної Мальти.
З початку своєї діяльності P42 був єдиним підводним човном британського флоту, який виходив на проведення операцій з порту Мальти. Пізніше до нього приєдналися однотипні човни «Юнайтед», «Анрафлд» і «Анрівалд». У липні 1942 року «Анброукен» обстріляв італійську залізницю, перекривши там рух на добу, проте був атакований у відповідь і дістав пошкоджень двигуна, унаслідок чого повернувся до Валетти, де встав на ремонт.
У червні 1942 року підводний човен брав участь в операції «Гарпун» — спробі Королівського військово-морського флоту Великої Британії провести конвой на Мальту під час битви на Середземному морі.
Вранці 13 серпня під час проведення п'ятого бойового походу P42 в Іонічному морі помітив 4 крейсери та 8 есмінців італійського Королівського флоту північніше Сицилії, які вийшли в море на перехоплення конвою «П'єдестал». Командир човна лейтенант Марс пропустив есмінці та здійснив чотириторпедний залп по італійських крейсерах. Одна торпеда влучила в «Муціо Аттендоло», відірвавши йому ніс. Друга торпеда влучила у важкий крейсер «Больцано» в районі паливних цистерн, викликавши сильну пожежу. Щоб уникнути детонації погребів боєзапасу, командир італійського корабля віддав наказ затопити відсіки й посадив крейсер на мілину біля острова Панарея. За два дні корабель відбуксирували в Неаполь, а після невеликого ремонту перевели у Ла-Спецію; однак до кінця війни він вже до строю не повернувся.
19 жовтня 1942 року човен атакував північно-західніше Триполі італійський танкер Saturno і судно Titania, котрі у супроводі есмінців «Аскарі», «Антоніо да Нолі» і «Антоніо Пігафетта». Усі торпеди пройшли повз судна, а конвой влаштував контратаку на ПЧ, скинувши глибинні бомби. У результаті P42 зазнав пошкоджень і знову був поставлений на ремонт на Мальті.
19 січня 1943 року поблизу туніського острову Джерба P42 торпедною атакою пошкодив італійське суховантажне судно Edda (6107 GRT), яке йшло з Триполі до Сфаксу. 3 квітня човен атакував німецький есмінець «Гермес», але торпеди не влучили в корабель.
30 травня 1944 року в Росайті відбулася урочиста церемонія передачі корабля, який був переданий в оренду Радянському Союзу, і перейменований на В-2, радянському екіпажу, котрий прибув до Великої Британії з конвоєм RA 59. Після перепідготовки екіпажів, чотири колишні британські підводні човни, що були передані СРСР, В-1, В-2, В-3 та В-4 здійснювали перехід з Данді до Мурманська. 26 липня 1944 року ці човни вийшли з проміжної військово-морської бази Лервіка на Шетландських островах і попрямували до радянської Арктики. 27 липня «дружнім вогнем» британського важкого бомбардувальника B-24 «Ліберейтор» Берегового командування ПС помилково був потоплений В-1. 3 серпня В-2 прибув до Полярного, де увійшов до складу 7-го окремого дивізіону підводних човнів Північного флоту.
12 жовтня 1944 року, плаваючи під радянським прапором, корабель потопив німецький мисливець за підводними човнами UJ-1220. Субмарина перебувала чотири роки на службі у радянському флоту, перш ніж її повернули Королівському флоту у 1949 році. 9 травня 1950 року «Анброукен» був розібраний на брухт у Ґейтсгеді.